# Борозни Дівалії

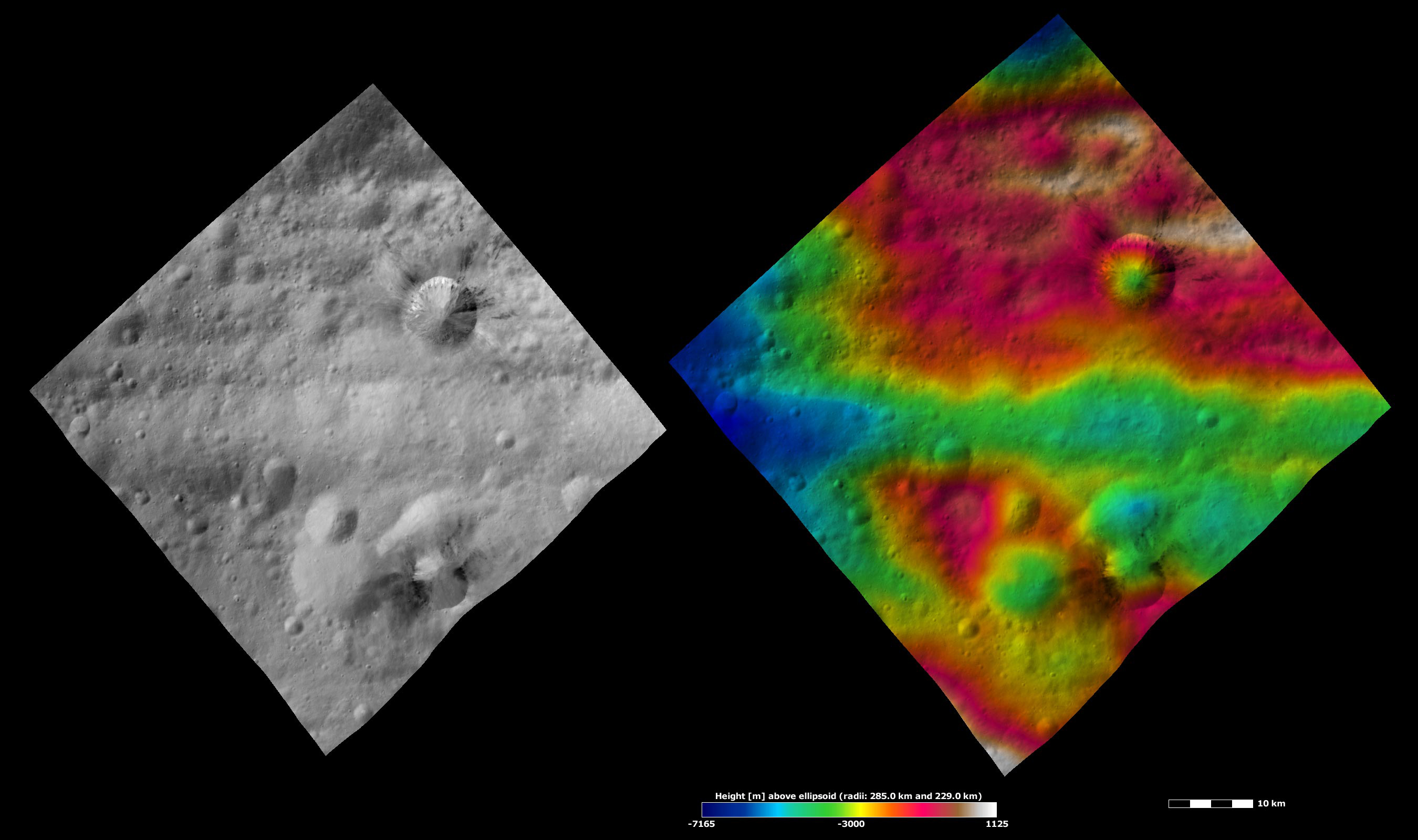
Борозни Дівалії на Весті. Ліворуч — видима яскравість, праворуч — топографічна висота.

Борозни Дівалії (Divalia Fossa) — серія паралельних екваторіальних западин навколо кратера Реясильвія на астероїді 4 Веста. Названі на честь давньоримського свята Дівалії.
Найбільша з борозн має глибину близько 5 км, ширину близько 10 км (за оцінками, 22 км у найширшій точці) і довжину щонайменше 465 км, охоплюючи більшу частину екватора Вести. Це одна з найдовших долин у Сонячній системі.
Вважається, що борозни утворилися внаслідок стискання від удару, який призвів до формування кратера Реясильвія.